# NCT DOJAEJUNG
NCT DOJAEJUNG（エヌシーティー・ドジェジョン、朝: 엔시티 도재정）は、NCTのドヨン、ジェヒョン、ジョンウで構成された3人組ユニット。SMエンタテインメント所属。

## 概要
SMエンタテインメントのボーイズグループ・NCTから誕生したユニット。メンバーは、NCTのドヨン、ジェヒョン、ジョンウの3名で構成されており、グループ名はメンバー名の頭文字をとっている。2023年4月17日、NCT初のユニットとして、1stミニアルバム『Perfume』でデビューした。

## 来歴

### 2022年
- 10月、ソウル蚕室総合運動場オリンピックメインスタジアムで開催されたNCT 127のソウルスペシャル公演「NEO CITY : SEOUL - THE LINK +」で、未発売曲「Can We Go Back」のステージを3人で初公開した[3]。
- 12月23日、NCT公式YouTubeチャンネルにてクリスマスキャロルカバーを公開[4]。
- 12月31日に開催された「2022 MBC歌謡大祭典」で「Can We Go Back」のスペシャルステージを披露した[3]。

### 2023年
- 3月9日、ドヨン・ジェヒョン・ジョンウの3人で構成されたNCT初のユニット・NCT DOJAEJUNGがデビューすることが発表された[3]。
- 4月17日、1stミニアルバム『Perfume』をリリース[2]。初動売上が約67万枚を記録し、歴代K-POPユニットの初動売上1位の記録を更新した[5]。
- 4月18日・19日、ジェヒョンが体調不良のため、予定されていたラジオ番組を欠席[6][7]。翌19日には、症状悪化を理由にユニット活動を一時休止することが発表された[8]。
- 5月4日、 東京・国立代々木競技場第一体育館にて開催された日本最大級のファッション&音楽イベント「Rakuten GirlsAward 2023 SPRING/SUMMER」に出演した[9]。
- 6月24日、フィリピン・マニラにてファンコンサート「Scented Symphony: PERFUME FANCON IN MANILA」を開催[10]。
- 7月13日、「Perfume」のリミックスシングル「iScreaM Vol.24 : Perfume Remixes」をリリース[11]。
- 7月21日、アメリカ・サンディエゴで開催された「サンディエゴ・コミコン」に出演した[12]。

## メンバー
| 画像 | 名前                    | 本名           | 本名     | 本名   | 本名          | 生年月日              | 血液型 | 出生地                         | 出身地                         |
| 画像 | 名前                    | 仮名           | ハングル | 漢字   | 英字          | 生年月日              | 血液型 | 出生地                         | 出身地                         |
| ---- | ----------------------- | -------------- | -------- | ------ | ------------- | --------------------- | ------ | ------------------------------ | ------------------------------ |
|      | ドヨン DOYOUNG 도영     | キム・ドンヨン | 김동영   | 金東營 | Kim Dongyoung | 1996年2月1日（29歳）  | B型    | 韓国 京畿道安山市              | 韓国 京畿道九里市 土坪洞       |
|      | ジェヒョン JAEHYUN 재현 | チョン・ユンオ | 정윤오   | 鄭閏伍 | Jeong Yuno    | 1997年2月14日（28歳） | A型    | 韓国 ソウル特別市 江南区驛三洞 | 韓国 ソウル特別市 瑞草区蚕院洞 |
|      | ジョンウ JUNGWOO 정우   | キム・ジョンウ | 김정우   | 金廷祐 | Kim Jungwoo   | 1998年2月19日（27歳） | AB型   | 韓国 京畿道軍浦市 山本洞       | 韓国 京畿道金浦市              |

## 出演

### ラジオ番組
- 2時脱出 Cultwo Show（SBSパワーFM、2023年4月18日）[6][注 1]
- 正午の希望曲、キム・シニョンです（MBC FM4U、2023年4月19日）[7][注 1]

## 公演

### 単独公演
| 開催日        | タイトル                                   | 会場                                       |
| ------------- | ------------------------------------------ | ------------------------------------------ |
| 2023年6月24日 | Scented Symphony: PERFUME FANCON IN MANILA | 【マニラ】SMモール・オブ・アジア・アリーナ |

### 参加公演
| 開催日 | 開催日  | イベント名                            | 開催国             | 会場                                   | 参考   |
| ------ | ------- | ------------------------------------- | ------------------ | -------------------------------------- | ------ |
| 2023年 | 5月4日  | Rakuten GirlsAward 2023 SPRING/SUMMER | 日本の旗           | 国立代々木競技場第一体育館             | [ 9 ]  |
| 2023年 | 7月21日 | サンディエゴ・コミコン                | アメリカ合衆国の旗 | サンディエゴ・コンベンション・センター | [ 12 ] |

### イベント
- スペシャルローンチショー（2023年4月16日、ソウルウェーブアートセンター 2階展示場）[13]
- 1stミニアルバム「Perfume」発売記念サイン会（2023年4月、IFCモール / 5月、ジャカルタ）[14][15]

## 受賞歴
| 年     | 受賞歴                                                                                             |
| ------ | -------------------------------------------------------------------------------------------------- |
| 2023年 | - Perfume（2冠） - 4月28日：KBS2『ミュージックバンク』 - 4月29日：MBC『ショー!音楽中心』 合計：2冠 |